# Moritz von Mayfeld
Moritz Edler von Mayfeld (* 2. Februar 1817 in Wien; † 31. August 1904 in Schwanenstadt) war ein österreichischer Jurist und Politiker.

## Leben
Mayfeld studierte bis 1839 Rechtswissenschaft an der Universität Wien, war danach Konzeptspraktikant beim Kreisamt in Viertel unter dem Wienerwald, dann bei der niederösterreichischen Regierung in Wien und seit 1847 beim Steuerregulierungskommissariat ebenda. Von 1850 bis 1854 arbeitete er als Bezirkskommissär in Linz und dann in Braunau am Inn. Von 1854 bis 1860 war er Kreiskommissär in Ried im Innkreis, dann in Linz und von 1868 bis 1880 Bezirkshauptmann in Linz sowie von 1873 bis 1880 in Vöcklabruck.
Er war vom 9. Oktober 1848 bis 30. Mai 1849 für den Wahlkreis Österreich unter der Enns in Waidhofen an der Thaya Mitglied der Frankfurter Nationalversammlung in der Fraktion Württemberger Hof. 1849 gehörte er dem Zentralmärzverein an.

## Schriften
- Sechzig Tage in Scandinavien. Ein Reise-Tagebuch (Dänemark, Schweden und Norwegen). Gerold, Wien 1894.